# Friedrich Wilhelm Bessel
Pour les articles homonymes, voir Bessel.
Friedrich Wilhelm Bessel, né le 22 juillet 1784 à Minden et mort le 17 mars 1846 à Königsberg, est un astronome, mathématicien, géodésien et physicien allemand, connu principalement pour avoir effectué en 1838 les premières mesures précises de la distance d'une étoile et pour être le fondateur de l'école allemande d'astronomie d'observation.

## Biographie
Friedrich Wilhelm Bessel naît le 22 juillet 1784 à Minden. Il a deux frères et six sœurs. Son père est fonctionnaire de justice. À 14 ans, il quitte le lycée (gymnasium) de Minden pour commencer un apprentissage commercial de sept ans à Brême. Pendant son temps libre, il s’occupe d’astronomie et de mathématiques en autodidacte. 
Au printemps 1804, il écrit un traité sur l’orbite de la comète de Halley, sur la base d’observations inédites de Harriot et Torporley effectuées en 1607. Il le remet à Heinrich Wilhelm Olbers, astronome et médecin à Brême, qui réalise immédiatement le grand talent mathématique de l’apprenti, et fait publier ce traité dans la Monatliche Correspondenz (Correspondance mensuelle) du baron de Zach. Après d'autres publications, Johann Hieronymus Schröter, un ami d’Olbers, l'engage comme inspecteur à son célèbre observatoire astronomique à Lilienthal près de Brême en succession de Karl Ludwig Harding. Bessel y séjourne de 1806 à 1810.
Lors des réformes prussiennes, Wilhelm von Humboldt élargit l’université de Königsberg et y fonde un observatoire. Le roi Frédéric–Guillaume III nomme Bessel directeur et professeur d'astronomie à l’université le 6 janvier 1810. Bessel supervise la construction de l’observatoire, dont il est le directeur de 1813 jusqu'à sa mort. 
À Königsberg, en 1812, Bessel se marie avec Johanna Hagen (1794-1885), fille de son collègue Carl Gottfried Hagen (1749-1829), professeur de chimie et pharmacie à l’université. Ils ont cinq enfants, trois filles et deux garçons dont l’un meurt peu après sa naissance (1837). Wilhelm Bessel, le premier fils, décède en 1840, à l’âge de 26 ans, d’une maladie infectieuse. Marie Bessel, la fille aînée, épouse Georg Adolphe Erman (1806-1877), professeur de physique à l’université de Berlin et descendant d’une famille de savants huguenote. Plusieurs descendants de Bessel sont devenus eux-mêmes savants, le plus célèbre étant Adolf Erman, égyptologue à Berlin.
Friedrich Wilhelm Bessel devient membre étranger de l’Académie des sciences en 1816, et de la Royal Society (Londres) en 1828. Il est élu membre de l'Académie royale des sciences de Prusse à Berlin en 1812, de l'Académie des sciences de Russie à Saint Petersbourg en 1814, de l'Académie royale des sciences de Suède à Stockholm en 1823, de l'Académie des sciences de Göttingen en 1826 et de l'Académie bavaroise des sciences à Munich en 1842. Il reçoit la médaille d’or de la Royal Astronomical Society deux fois, en 1829 puis en 1841.
Bessel meurt le 17 mars 1846 d’une fibrose rétropéritonéale. Il est enterré au cimetière de savants à Königsberg près de son observatoire.

## Travaux scientifiques

### Travaux astronomiques
À Lilienthal, Bessel continua ses études sur les comètes. Il améliora la méthode de calcul d’orbites elliptiques mais approximativement paraboliques. Avec un traité sur la grande comète de 1807, il gagna le Prix Lalande en 1811.
Schröter équipa son observatoire de plusieurs télescopes à focales de 3 à 27 pieds, à l’aide desquels Bessel observa les astéroïdes Cérès, Pallas, Junon et Vesta, dont les trois derniers furent découverts à Brême et Lilienthal respectivement.
Bessel commença sa première grande œuvre à Lilienthal également. Sur la suggestion d'Olbers, il s’occupa d’observations de James Bradley, astronome royal à l’observatoire de Greenwich. Il transforma les positions apparentes d’étoiles observées par Bradley en positions vraies pour l’année 1755. Les matériaux scientifiques de Bradley étaient si précis que Bessel put en déterminer des constantes précises pour la précession des équinoxes, la nutation et l’aberration de la lumière. Cette œuvre fondamentale, publiée en 1818 à Königsberg sous titre Fundamenta Astronomiae, unifiait le calcul des positions des étoiles, encore utilisé de nos jours.  

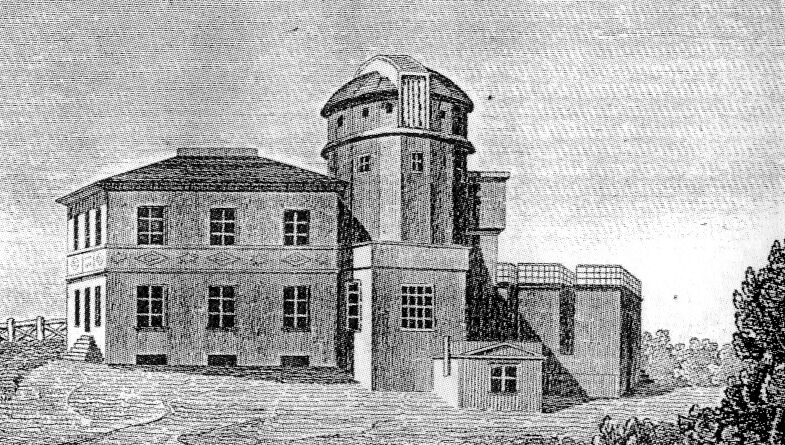
L’observatoire de Königsberg vers 1830

À l’aide d’un cercle méridien fabriqué par Reichenbach (Munich), Bessel réalisa un projet de longue haleine : les observations par zones. De 1821 à 1833 il observa les positions de 75 000 étoiles jusqu’à la 9e magnitude apparente en zones célestes de deux degrés d'amplitude, depuis – 15° jusqu’à + 45° de déclinaison. Intrigué par une mésaventure du Britannique Nevil Maskelyne (1796), il avait entrepris pour cela une étude systématique des erreurs de chronométrage avec son assistant Walbeck. Il constata ainsi qu'entre les observations de  Walbeck et les siennes, il y avait un écart systématique d'une seconde. Comparant ses observations avec celles de Bradley, de Giuseppe Piazzi et d’autres astronomes, Bessel découvrit que la principale composante de l'erreur de chronométrage était une constante dépendant de l'observateur qu'il appela « équation personnelle » (de l'astronome). Il améliora ainsi les valeurs des constantes astronomiques et du mouvement propre d’étoiles avec la plus grande précision possible. Il établit des listes de tous les éléments nécessaires pour calculer les positions vraies sous le titre Tabulae Regiomontanae.
Mesurer avec un héliomètre de Fraunhofer était l’option préférée pour une série de projets importants. Avec cet instrument, Bessel détermina les masses de Jupiter et Saturne par observation du mouvement de leur satellites. En outre, il utilisa l'héliomètre pour son usage propre, la mesure du diamètre du soleil. Bessel aussi étudia la libration de la Lune avec la méthode héliométrique. Comme point de référence, il prit un petit cratère très central sur la surface de la lune. Ce cratère, appelé Mösting A, devenait le point de référence pour le système sélénographique, encore en usage aujourd’hui.
En 1838 Bessel était le premier à déterminer avec succès la distance d'une étoile fixe. L’étoile binaire et circumpolaire 61 Cygni montre un mouvement propre très important, suggérant que l'étoile est possiblement proche du soleil. Pour cela Bessel la considéra comme candidat prometteur pour chercher une parallaxe. À l’aide de l’héliomètre, il détermina la valeur de 0,3136 seconde d'arc pour la parallaxe annuelle, apportant ainsi une preuve supplémentaire de la nature héliocentrique du Système solaire. Parallèlement à Bessel, Struve et Henderson déterminèrent les parallaxes de la Véga et d’Alpha Centauri respectivement, mais la publication de Bessel était non seulement la première mais aussi la plus détaillée, présentant le résultat avec une plus grande précision. 
Une tâche standard astronomique est la détermination du moment et de la durée d’une éclipse solaire et de la région d’occultation. Bessel résolut ce problème par une nouvelle méthode de calcul, utilisant des valeurs géométriques dénommées « éléments besseliens » en son honneur.
Quand la comète Halley est revenue en 1835/1836, Bessel observa ses apparences et changements en détail. Il émit l’hypothèse que les queues de comètes pouvaient être dues à une force répulsive. Cette hypothèse fut ensuite reprise par Fiodor Bredikhine (1878), puis affinée par Michaël Finston et Ronald Probstein (1968).
À l’aide d’un nouveau cercle méridien, fabriqué par Repsold (Hambourg), en 1844 Bessel découvrit un mouvement irrégulier de Sirius et Procyon, qu’il interpréta comme l'effet de gravité d’un compagnon pas encore visible. Ces compagnons, aujourd’hui spécifiés comme naines blanches, furent trouvés par Alvan Graham Clark (Sirius B) en 1862 et John Martin Schaeberle (Procyon B) en 1892. 
Dès 1828, il avait conjecturé qu’il devait exister une grande planète au-delà d’Uranus, préludant ainsi à la découverte de Neptune par Urbain Le Verrier en 1846.

### Autres travaux

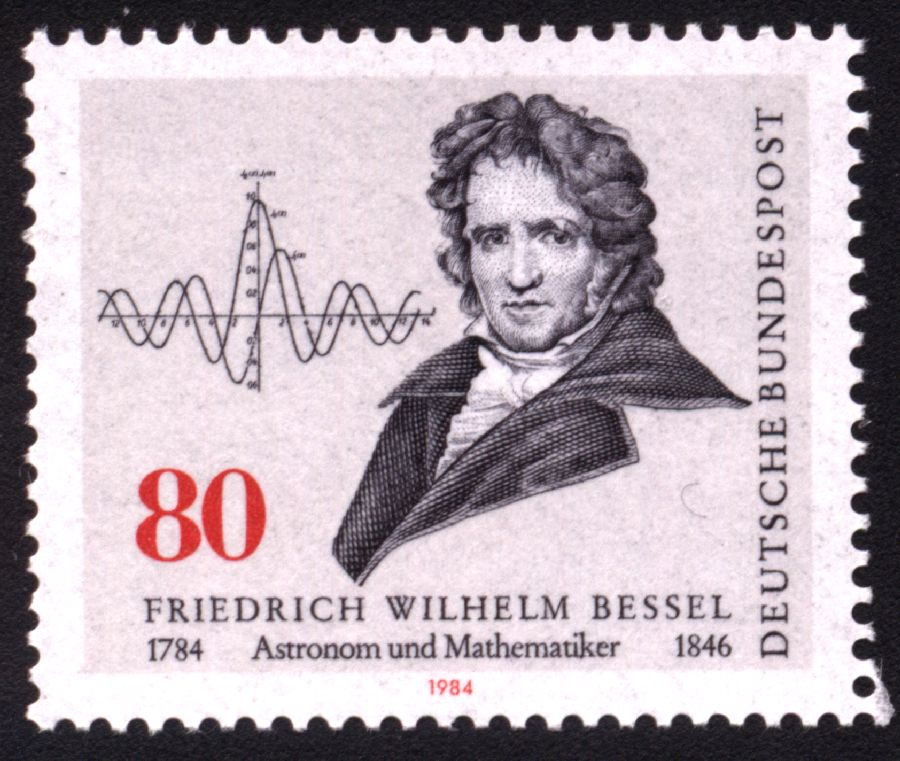
Timbre allemand pour le de la naissance de Bessel ; en fond les fonctions de Bessel

Il introduit, dans la résolution des problèmes de mécanique céleste faisant intervenir la théorie des perturbations, les fonctions mathématiques dites de Bessel, solutions d'équations différentielles particulières. Ces fonctions jouent un rôle important dans l'analyse de la répartition et de la conduction de la chaleur ou de l'électricité à travers un cylindre. Elles sont aussi utilisées pour résoudre des problèmes de mécanique ondulatoire, d'élasticité et d'hydrodynamique.
Avec une triangulation en la province Prusse-Orientale de 1832 à 1835, Bessel établit le dernier maillon d’une grande chaîne triangulaire européenne s’étendant de l'Espagne aux provinces baltes de l'Empire russe. Bessel arrangea cette triangulation comme une mesure de degré indépendante. Avec les résultats de celle-ci et de neuf autres mesures de degré, il obtint des valeurs précises pour les diamètres et l’aplatissement de la terre (ellipsoïde de Bessel, 1841).
Comme François Arago, il chercha dans ses lectures populaires, publiées à titre posthume, à rendre la science accessible à tous. Auteur de plus de 350 articles dans des revues scientifiques et de quelques monographies, il publia ses Observations astronomiques (Astronomische Untersuchungen) en deux tomes en 1841 et 1842.

## Hommages

### Décorations
Bessel a reçu l’ordre de Dannebrog (danois), l’ordre de Saint-Stanislas (russe), l’ordre royal de l'Étoile polaire (suédois) et les ordres prussiens de l’Aigle rouge et Pour le Mérite pour les sciences et arts.

### Éponymie
Une espèce fossile (éocène) de coléoptères de la famille des Ptinidés, Xyletinus besseli Alekseev & Bukejs, 2019, trouvée dans l’ambre baltique de la Sambie, est nommée en son honneur.

## Publications
latin:

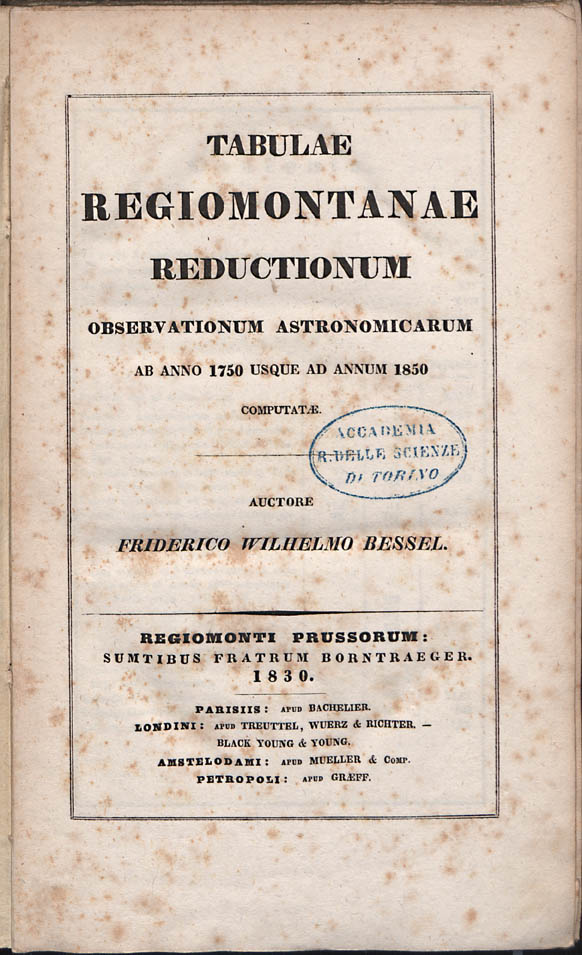
Tabulae Regiomontanae reductionum observationum astronomicarum ab anno 1750 usque ad annum 1850 computatae, 1830

- Fundamenta Astronomiae pro anno MDCCLV deducta ex observationibus viri incomparabilis James Bradley in specula astronomica Grenovicensi, per annos 1750–1762 institutis. Königsberg 1818
- Tabulae regiomontanae reductionum observationum astronomicarum ab anno 1750 usque ad annum 1850 computatæ. Königsberg 1830

allemand:
- Untersuchungen über die scheinbare und wahre Bahn des im Jahre 1807 erschienenen grossen Kometen. Königsberg 1810. [Recherches sur l’orbite apparente et vraie de la grande comète de 1807.]
- Untersuchung der Größe und des Einflusses des Vorrückens der Nachtgleichen. Berlin 1815. [Recherche sur la précession des équinoxes.]
- Untersuchungen über die Länge des einfachen Secundenpendels. Berlin 1828. [Recherches sur la longueur du pendule de seconde simple.]
- Versuche über die Kraft mit welcher die Erde Körper von verschiedener Beschaffenheit anzieht. Berlin 1832. [Expériences sur la force avec laquelle la terre attire des corps de qualité differente.]
- Gradmessung in Ostpreußen und ihre Verbindung mit Preußischen und Russischen Dreiecksketten. Ausgeführt von F.W.Bessel, Director der Königsberger Sternwarte, Baeyer, Major im Generalstabe. Berlin 1838. [Mesure de degré en la Prusse-Orientale et la jonction avec des chaînes de triangulation prussiennes et russes.]
- Darstellung der Untersuchungen und Maaßregeln, welche, in 1835 bis 1838, durch die Einheit des Preußischen Längenmaaßes veranlaßt worden sind. Berlin 1839. [Exposé des recherches et des instructions ordonnées en 1835 à 1838 pour la standardization de l’unité de longueur prussienne.]
- Astronomische Beobachtungen auf der Königlichen Universitäts-Sternwarte zu Königsberg. (de I. (1815) à XXI. (1844)). [Observations astronomiques à l’Observatoire royale de l’université à Königsberg.]
- Astronomische Untersuchungen. Königsberg 1841, 1842. [Recherches astronomiques.]
  - Astronomische Untersuchungen. Erster Band, 1841, Texte disponible en ligne sur LillOnum
  - Astronomische Untersuchungen. Zweiter Band, 1842, Texte disponible en ligne sur LillOnum
- Heinrich Christian Schumacher (ed.): Populäre Vorlesungen über wissenschaftliche Gegenstände von F.W.Bessel. Hamburg 1848. [Discours populaires sur des sujets scientifiques.]
- Rudolf Engelmann (ed.): Abhandlungen von Friedrich Wilhelm Bessel. 3 Tomes, Leipzig 1875—1877 [Traités de Friedrich Wilhelm Bessel.]
- Rudolf Engelmann (ed.): Recensionen von Friedrich Wilhelm Bessel. Leipzig 1878.

français:
- Observations pour déterminer la parallaxe annuelle de la 61e étoile du Cygne. (Extrait d'une Lettre de M. Bessel à M. de Humboldt.)  Comptes Rendus hebdomadaires des séances de l'Académie des Sciences 1838, p. 785–793.